# Contes immoraux
Contes immoraux (en francès Contes immorals) és una pel·lícula francesa del 1973 dirigida per Walerian Borowczyk. La pel·lícula va ser la més explícita sexualment de Borowczyk del seu temps. La pel·lícula es divideix en quatre històries de temàtica eròtica que impliquen la pèrdua de virginitat, masturbació, luxúria de sang i incest.
Després del llançament de Contes immoraux, Borowczyk va començar a perdre el favor dels crítics de cinema. La recepció crítica moderna de la pel·lícula és que no és una de les obres més fortes de Borowczyk.

## Sinopsi
La pel·lícula comença amb una cita de les Maximes de La Rochefoucauld: « L'amor, tot i que és agradable, encara agrada més per les formes en què es mostra que no pas per ell mateix. »
Els quatre esquetxoos que componen la pel·lícula són:
La Marée, adaptació del poema « La Marée » que apareix al recull Mascarets de l'escriptor André Pieyre de Mandiargues. « Julie, la meva cosina, tenia setze anys, jo tenia vint anys, i aquesta petita diferència d'edat la va fer dòcil als meus manaments. » André (Fabrice Luchini) porta la seva cosina Julie, uns anys més jove que ell, a una platja de Normandia per introduir-la en la fel·lació mentre puja la marea.
Thérèse philosophe és basada en la novel·la homònima del segle xviii atribuïda a Jean-Baptiste Boyer d'Argens. 10 de juliol de 1890. « Les habitants de la nostra regió exigeixen la beatificació de Thérèse H., la noia piadosa violada per un vagabund. » (La Gazette du Dimanche). Thérèse (Charlotte Alexandra) és castigada per la seva tia i tancada a un armari. La barreja de desitjos sexuals i la seva dedicació a Crist la porten a descobrir el plaer en solitari.
Erzsebet Bathory. El 1610, la comtessa Erzsebet Bathory (Paloma Picasso), acompanyada del seu patge, visita els pobles i viles del seu comtat de Nyitra a Hongria. La comtessa Bathory organitza una orgia de sang on són sacrificades les noies per tal que ella es pugui banyar en la seva sang, mentre una noia (Marie Forså) introdueix perles a la seva vagina. Al final de la narració és arrestada per la guàrdia reial.
Lucrezia Borgia. El 1498, Lucrècia Borgia, acompanyada del seu marit Joan Sforza, fa una visita al seu pare, el paps Alexandre VI, i al seu germà, el cardinal Cèsar Borgia. El dominic Girolamo Savonarola denuncia la vida dissoluta dels clergues. Lucrècia manté relacions sexuals amb el seu pare i el seu germà mentre Savoranola intenta denunciar aquestes pràctiques.

## Repartiment
- Fabrice Luchini: André
- Lise Danvers: Julie
- Charlotte Alexandra: Thérèse
- Paloma Picasso: Élisabeth Bathory
- Pascale Christophe: Istvan
- Florence Bellamy: Lucrezia Borgia
- Jacopo Berinizi: Alexandre VI
- Cesar Berinizi: Cesare Borgia
- Philippe Desboeuf
- Nicole Karen
- Tomas Hnevsa
- Mathieu Rivollier
- Robert Capia
- Gerard Tcherka
- Kjell Gustavsson

## Producció
Pel 1972 Walerian Borowczyk era conegut principalment pels seus diversos curtmetratges que feia per finançar el rodatge dels seus llargmetratges. Els llargmetratges de Borowczyk havien aconseguit molt pocs ingressos amb les seves estrenes, mentre que els curtmetratges no tenien demanda tant com a funció de suport als cinemes. En aquest moment, Borowczyk es va reunir amb el productor Anatole Dauman, que va suggerir que a causa que els censors de cinema francesos havien relaxat les lleis sobre la censura, Borowczyk hauria de fer una pel·lícula eròtica per guanyar audiència.
Les històries de la pel·lícula estan extretes de diverses fonts, incloent escriptors i poetes surrealistes. La primera història de la pel·lícula està extreta de l'escriptor surrealista André Pieyre de Mandiargues. El títol de la segona història està extret d'una novel·la sacrílega anònima del segle xviii. La tercera història és una narració del cas d'Elisabet Bathory a partir de l'estudi del poeta surrealista Valentine Penrose.
Es va planejat originalment una cinquena història però es va treure de la pel·lícula i es va convertir en el llargmetratge La Bête (1975).

A La Marée, el cap operador habitual de Borowczyk, Guy Durban, fou substituït al darrer moment per Noël Véry, inicialment previst com a operador de càmera. És a Véry que es deu els magnífics plans sobre els penya-segats i el mar. Borowczyk va quedar tan satisfet amb la qualitat de la foto que també confia a Véry (sense informar Durban) l'inici d' Erzsebet Bathory. Les imatges de la campanya seran excel·lents. La qual cosa fa que Olivier Bitoun digui: 
| « | "Per tant, a Véry se li atribueixen els passatges més sumptuosos de la pel·lícula, l'antic operador entén perfectament els desitjos d'un cineasta que té cura constant en l'elaboració de les seves imatges. | » |

Durban té més problemes per inclinar-se a les exigències de Borowczyk. Enfadat per la forma en què va ser suplantat al començament d'Erzsebet Bathory, definitivament va trencar amb el cineasta.

## Estrena
Contes immoraux es va projectar a Gran Bretanya el setembre de 1973 com una obra incompleta. Aquesta versió inclou el curtmetratge Une collection particulière, La Marée i La bête du Gévaudan. Fou estrenada als cinemes francesos el 1974. La revista cinematogràfica francesa Le Film français va declarar el 1974 que a París es van projectar 128 pel·lícules classificades com a "eròtiques". Això representava el 16% del total de les taquilles franceses. Contes immoraux va vendre 359.748 entrades, cosa que la converteix en la segona versió més popular d'aquestes pel·lícules, sent la més popular Emmanuelle.
Es va mostrar al 17è Regus London Film Festival celebrat al novembre i desembre de 1973. La pel·lícula va guanyar el premi London Festival Choice al festival.
Contes immoraux es va mostrar al 12è Festival de Cinema Polonès Kinoteka de Londres el maig de 2014.

## Recepció
El 1974, Contes immoraux va guanyar el Prix de L'Âge d'or, un guardó destinat a commemorar l'esperit del surrealisme. Després del llançament de la pel·lícula, Borowczyk va començar a perdre el favor dels crítics de cinema. New York Magazine va escriure una crítica desfavorable, referint-se a la pel·lícula com a "episòdica i desconeguda, però també escrita amb una gran estupidesa" i descrivint els contes, la direcció, la interpretació i la fotografia de la pel·lícula com a "penosa."
Entre les ressenyes modernes, AllMovie va donar a la pel·lícula tres estrelles de cinc, sentint que les dues primeres històries no funcionaven tan bé com les segones, a més de dir que era el pas de Borowczyk del "material de la casa d'art i cap al softcore; com a tal, el material mostra la intel·ligència característica del seu director, però cau en la exploitation una mica massa sovint." En una visió general del treball de Borowczyk a la revista cinematogràfica Senses of Cinema, es refereix a Contes immoraux com la més feble entre les seves cinc primers pel·lícules i que "un enfocament no sensacional del material i la mirada separada de la càmera la fa més propera a un text surrealista que a una pel·lícula pornogràfica." Dave Kehr va escriure una crítica per al Chicago Reader elogiant que la pel·lícula "conté algunes imatges molt elegants", però la compara negativament amb la següent pel·lícula de Borowczyk, 'Dzieje grzechu, de la que Kehr va proclamar "va evitar el parany de la superficialitat mitjançant l'adopció d'un mode irònic. Aquí, sembla massa sincer, i més que una mica embrutit."
El la seva revisió per The Guardian el 2014, Peter Bradshaw lloa la pel·lícula, citant la influència de Ken Russell i Pier Paolo Pasolini.